# Convenția de la Haga din 1980
Convenția de la Haga din 25 octombrie 1980 privind aspectele civile ale răpirii internaționale de copii este un document deosebit de important care reglementează din punct de vedere juridic situația returnării copiilor în țara de origine în cazul unei răpiri internaționale. Astfel cum rezultă în mod clar din prevederile art.3 ale Convenției și cum se 
arată în Raportul Explicativ cu privire la Convenția de la Haga, elaborat de Eliza Perez – Vera în anul 1980,  în interpretarea art.5 (în cuprinsul paragrafului 84 al raportului), Convenția protejează în aceeași măsură custodia unică cât  și cea comună . O problemă practică delicată este totuși clarificarea noțiunii de reședință obișnuită a minorului deoarece Convenția de la Haga nu definește clar sensul acestui termen  . Doar după ce instanțele se clarifică cu privire la reședința obișnuită a minorilor, ele se pot pronunța cu privire la legalitatea sau ilegalitatea mutării copiilor și deci dacă este sau nu vorba de o răpire de minori. Conform Raportului E. Perez-Vera "diversitatea circumstanțelor  și a situației de fapt, specifice fiecărui caz de speță, face să eșueze orice tentativă de a stabili o definiție cât mai precisă din  punct de vedere juridic".

## Aplicabilitate
- Convenția de la Haga din 1980, în vigoare în toate statele membre ale Uniunii Europene, se aplică atunci când un minor sub 16 ani este deplasat din statul reședinței sale obișnuite într-un alt stat, ori este reținut în acest al doilea stat prin încălcarea drepturilor de care se bucură unul din titularii răspunderii părintești. De regulă, situația intervine între părinții unui copil ori între părinți și bunici, una din părți fiind cea care deplasează/reține ilicit un copil în alt loc decât cel al reședinței sale obișnuite [3].
- Atunci când dreptul de încredințare este exercitat în comun de ambii părinți ai unui minor (conform legii statului pe teritoriul căruia aceștia își au reședința obișnuită), niciunul dintre cei doi nu va putea decide singur în privința schimbării reședinței copilului într-un alt stat, fiind nevoie, de regulă, de acordul expres al celuilalt părinte ori de aprobarea instanței de judecată competente [3].
- Instanțele din statul membru în care a fost deplasat copilul sau a fost reținut ilicit vor deține competența de a se pronunța asupra cererii de înapoiere întemeiată pe Convenția de la Haga din 1980. în ipoteza în care cererea de înapoiere ar fi respinsă, hotărârea va putea fi totuși înlocuită cu o hotărâre ulterioară a instanței din statul membru al reședinței obișnuite a copilului înaintea deplasării sale sau a reținerii sale ilicite. Dacă această hotărâre implică înapoierea copilului, înapoierea va fi realizată fără a fi necesară recurgerea la vreo procedură pentru recunoașterea și executarea hotărârii în cauză în statul membru în care se află copilul răpit [3].

## Prevederi importante întărite de Regulamentul 2201 din 2003 al CE
- Înapoierea copilului care rezultă dintr-o hotărâre judecătorească executorie pronunțată într-un stat membru ulterior pronunțării unei hotărâri de ne-înapoiere în conformitate cu articolul 13 din Convenția de la Haga din 1980, este recunoscută și executorie într-un alt stat membru fără să fie necesară încuviințarea executării și fără să fie posibil să se opună recunoașterii sale, în cazul în care hotărârea a fost certificată în statul membru de origine utilizând formularul al cărui model este prevăzut în anexa IV din Regulamentul 2201 din 2003 al CE[3].
- Dreptul de vizită acordat printr-o hotărâre judecătorească executorie pronunțată într-un stat membru este recunoscut și are forță executorie într-un alt stat membru fără să fie necesară încuviințarea executării și fără să fie posibil să se opună recunoașterii acesteia în cazul în care hotărârea a fost certificată în statul membru de origine utilizând formularul al cărui model este prevăzut în anexa III din Regulamentul 2201 din 2003 al CE (cunoscut sub numele de Bruxelles II)[3].

## Alte documente CE relevante
- Regulamentul (CE) nr. 2201/2003 al Consiliului din 27 noiembrie 2003 privind competența, recunoașterea și executarea hotărârilor judecătorești în materie matrimonială și în materia răspunderii părintești, de abrogare a Regulamentului (CE) nr. 1347/2000, trebuie interpretat în sensul că nu se opune posibilității ca dreptul unui stat membru să condiționeze dobândirea drepturilor privind încredințarea de către tatăl unui copil, care nu este căsătorit cu mama acestuia din urmă, de obținerea de către tată a unei decizii a instanței naționale competente prin care să îi fie conferite astfel de drepturi, care poate face ca deplasarea copilului de către mama sa ori reținerea acestuia să fie ilicită, în sensul articolului 2 punctul 11 din acest regulament [4].
- Ghid Practic pentru aplicare a noului Regulament II de la Bruxelles (Regulamentul Consiliului (CE) Nr. 2201/2003 din 27 noiembrie 2003 cu privire la jurisdicția, recunoaștere și executarea hotărârilor în domeniul matrimonial și al răspunderii părintești, care a abrogat Regulamentul (CE) Nr. 1347/2000)
- Raport explicativ cu privire la Convenția de la Haga privitoare la răpirea internațională de minori (în engleză și franceză)